# Scutellaria arenicola
Scutellaria arenicola är en kransblommig växtart som beskrevs av John Kunkel Small. Scutellaria arenicola ingår i Frossörtssläktet som ingår i familjen kransblommiga växter. Inga underarter finns listade i Catalogue of Life.